# Wajyutsu Keisyukai
Wajyutsu Keisyukai (和術慧舟會 Wajūtsu Keishukai?) es una academia de artes marciales mixtas (MMA) con base en Nagasaki, Japón, fundada en 1987 por Yoshinori Nishi. Inicialmente basada en karate y kudo, la organización hizo una transición a la MMA a comienzos de la década de 1990, incluyendo también kickboxing y otros disciplinas en menor medida. En la actualidad, es considerada la primera escuela de MMA de la historia.

## Miembros famosos
- Akira Shoji
- Caol Uno
- Daiju Takase
- Dong Hyun Kim
- Eiji Mitsuoka
- Emi Fujino
- Hayate Usui
- Hideki Kadowaki
- Hidetaka Monma
- Hiroyuki Takaya
- Katsuya Inoue
- Kazunari Murakami
- Keita Nakamura
- Kenji Osawa
- Kotetsu Boku
- Roxanne Modafferi
- Seigo Inoue
- Takayo Hashi
- Yasuhiro Urushitani
- Yushin Okami